# André Weis
André Weis (Boppard, 30 settembre 1989) è un calciatore tedesco, portiere del Siegen.

## Carriera
Ha giocato nella seconda divisione tedesca, che ha anche vinto nella stagione 2014-2015.

## Palmarès

### Club

#### Competizioni nazionali
- Campionato tedesco di seconda divisione: 1

Ingolstadt 04: 2014-2015